# Fiul Panterei Roz
Fiul Panterei Roz (titlu original: Son of the Pink Panther) este un film american de comedie din 1993 regizat de Blake Edwards, al nouălea film din seria Pantera Roz. Rolurile principale au fost interpretate de actorii Roberto Benigni, Herbert Lom și Debrah Farentino.

## Distribuție
- Roberto Benigni - Gendarme Jacques Gambrelli
- Herbert Lom - Commissioner Charles Dreyfus
- Claudia Cardinale - Maria
- Debrah Farentino - Princess Yasmin
- Jennifer Edwards - Yussa
- Robert Davi - Hans Zarba
- Mark Schneider - Arnon
- Burt Kwouk - Cato Fong
- Mike Starr - Hanif
- Kenny Spalding - Garth
- Anton Rodgers - Chief Lazar
- Graham Stark - Professor Auguste Balls
- Oliver Cotton - King Haroak
- Shabana Azmi - Queen
- Aharon Ipalé - Gen. Jaffar
- Dermot Crowley - Sergeant Duval
- Liz Smith - Marta Balls